# Más allá de ti
Más allá de ti es una serie de televisión por internet de suspenso criminal sobrenatural mexicana producida por Rosy Ocampo para TelevisaUnivision en 2023. La serie es una historia original de Pedro Armando Rodríguez y Claudia Velazco. Se lanzó a través de Vix el 26 de mayo de 2023.
Está protagonizada por Ariadne Díaz, Sebastián Rulli, Lisa Owen y Dominika Paleta, junto a un reparto coral.

## Trama
Más allá de ti sigue la historia de Amy (Ariadne Díaz), una policía latina que mientras lucha desesperadamente por la tenencia de su hijo, descubre que se puede comunicar con los muertos y lo usa para convencer a David (Sebastián Rulli), un político poderoso, de reabrir el caso sobre el padre de su hijo, quien fue encarcelado por error, a cambio de comunicarse con la difunta esposa de David. Durante el intercambio, Amy y el político se enamoran, lo que da rienda suelta a inesperadas fuerzas sobrenaturales que atentan contra la vida de todos.

## Reparto
Una lista del reparto confirmado se publicó el 27 de octubre de 2022, a través de la página web de la sala de prensa de TelevisaUnivision.

### Principales
- Ariadne Díaz como Amada «Amy» Rodríguez
- Sebastián Rulli como David Salgado
- Lisa Owen como Beth Harris
- Dominika Paleta como Caroline Salgado
- Patricia Reyes Spíndola como Zenaida
- Arturo Ríos como Isaac Stevenson

### Recurrentes e invitados especiales
- María Perroni Garza como Samantha Lucas
- Emilio Beltrán como Matt Harris Rodríguez
- Gustavo Sánchez Parra como Efrén Hinojosa «El Pollero»
- Ari Brickman como Nolan Turner
- Salvador Sánchez como Crisanto Pescador
- Ignacio Tahhan como James Harris
- Antonio Fortier como Larry Villegas
- Pedro de Tavira como Alan Walton
- Juan Carlos Beyer como el Sheriff Longoria
- Jacobo Lieberman como Ethan Howard
- Artús Chávez como Oliver Barnes
- Mikael Lacko como Walter Clayton
- Virgilio Delgado como Milton Alvino
- Pilar Padilla como Dolores Flores de Alvino
- Azalia Ortiz como Guillermina Larios
- Angélica Lara como Tía Gloria
- Paulina Treviño como Lauren Lucas
- Víctor Weinstock como George Sosa
- Vitter Leija como Willy
- Adrián Aguirre como Roger Núñez
- Manuel Gorka como el Dr. Resnik
- Anna Silvetti como la Jueza Palmer
- Francisco Rubio como el Teniente Zavala
- Christopher Aguilasocho como el Dr. Horacio Ulloa
- Héctor Molina como Conrado Molina
- Eli Nassau como Virgilio Ugalde
- Gabriela Núñez como la madre de Mary
- Gina Varela como Guadalupe Bahena
- Regina Alejandra Jiménez como Mary Larios
- Maximiliano Garibay como Jayden
- Adriana Cárdena como la Sra. Flores
- Marco Antonio Silva como el Juez Moncada

## Episodios
| N.º | Título                                  | Fecha de lanzamiento original |
| --- | --------------------------------------- | ----------------------------- |
| 1 | «Un regalo del más allá»                | 26 de mayo de 2023            |
| La sargento de policía Amy Rodríguez, lucha por sacar a su marido de prisión y mantener la custodia de su problemático hijo Matt, cuando descubre que tiene la capacidad de comunicarse con los muertos, pero… ¿esta habilidad le jugará en contra o a favor? |                                         |                               |
| 2 | «Susurros de la muerte»                 | 26 de mayo de 2023            |
| David Salgado recuerda con dolor la muerte de su esposa Caroline, y esto lo obliga a dejar atrás parte de sus obligaciones en la contienda por la gobernatura del estado. Por recomendación de su psicólogo, Matt debe suspender las visitas a su padre.      |                                         |                               |
| 3 | «Cada día puede ser el último»          | 26 de mayo de 2023            |
| Amy es atacada de manera sobrenatural y descubre que los golpes recibidos son idénticos a los que sufrió Caroline en el accidente que le causó la muerte. Además, James es amenazado y atacado nuevamente, pero esta vez, su vida estará en riesgo.           |                                         |                               |
| 4 | «La verdad no muere»                    | 26 de mayo de 2023            |
| David Salgado se dispone a ayudar a Amy, reabriendo el caso de James, pero da con una evidencia irrefutable de la culpabilidad de éste. Mediante una visión sobrenatural, Amy descubre que James podría estar involucrado en la muerte de Caroline.           |                                         |                               |
| 5 | «Te llamo desde el abismo»              | 26 de mayo de 2023            |
| Amy y David están a punto de hacer el amor, lo que provoca el enojo de Caroline, quien causa un incendio en la casa de Amy. Ella y David logran impedir que Matt sufra algún daño, pero Beth usa esto a su favor para pelear la custodia de Matt.             |                                         |                               |
| 6 | «Prefiero morir, mamá»                  | 26 de mayo de 2023            |
| Amy indica a la policía el lugar donde se encuentra la evidencia de que James mató a Caroline, pero se niega a decir cómo lo supo, por lo que es acusada de ser cómplice de su marido. Por si esto fuera poco, Beth logra quitarle la custodia de Matt.       |                                         |                               |
| 7 | «Diles que él fue…»                     | 26 de mayo de 2023            |
| Matt y Sam, cansados por su trágica vida, deciden ejecutar su plan y aprovechan una conferencia de David para hacerlo; sin embargo, la situación se sale de control y una inocente vida será cobrada por el destino.                                          |                                         |                               |
| 8 | «La vida y la muerte son buenas amigas» | 26 de mayo de 2023            |
| Después de una pelea en la cárcel, James logra desenmascarar a los culpables del caso de los migrantes, otorgándole evidencia a Longoria. A su vez, Caroline intenta mostrarle a Amy quién es el verdadero culpable de su muerte.                             |                                         |                               |

## Producción
El 16 de febrero de 2022, la serie fue anunciada como uno de los títulos de lanzamiento para la plataforma de TelevisaUnivision, Vix. El rodaje de la serie inició el 17 de octubre de 2022. Los rodajes en exteriores fueron filmados en la Ciudad de México y Baja California.